# Margarida Maria d'Àustria
Margarida Maria d'Àustria (Madrid, 14 d'agost de 1621-16 d'agost de 1621), també citada com Maria Margarida, va ser una infanta d'Espanya, morta al cap de poques hores de néixer.
Nascuda al Reial Alcàsser de Madrid el 14 d'agost de 1621, va ser la primera filla del rei Felip IV i de la seva primera muller, la reina Isabel de Borbó.
La infanta va arribar a ser batejada, però només va viure 40 hores, va morir el 16 d'agost. En va donar testimoni, en el moment del lliurament dle cos, el secretari d'Estat, Juan de Ciriza. Va ser enterrada al Panteó d'Infants del monestir de San Lorenzo de El Escorial, on fou testimoni de la seva arribada Andrés de Losada. Segons el pare Flórez, va morir a les 29 hores i, per tant, hauria mort el 15 d'agost.
Els reis no tindrien un altre fill fins al naixement de la infanta Margarida Maria Caterina, el 1623.